# Karangtengah (Karanggayam)
Karangtengah is een bestuurslaag in het regentschap Kebumen van de provincie Midden-Java, Indonesië. Karangtengah telt 724 inwoners (volkstelling 2010).